# Combrailles
Combrailles ist eine französische Gemeinde mit 213 Einwohnern (Stand: 1. Januar 2022) im Département Puy-de-Dôme in der Region Auvergne-Rhône-Alpes (vor 2016 Auvergne). Die Gemeinde gehört zum Arrondissement Riom und zum Kanton Saint-Ours (bis 2015 Pontaumur). 

## Lage
Combrailles liegt etwa 48 Kilometer westnordwestlich von Clermont-Ferrand in der alten gleichnamigen Kulturlandschaft. Das Gemeindegebiet wird in Nordwesten und Norden vom Fluss Sioulet tangiert, an der östlichen Grenze mündet sein Zufluss Bessanton. Umgeben wird Combrailles von den Nachbargemeinden Landogne im Norden, Pontaumur im Norden und Osten, Saint-Hilaire-les-Monges im Süden und Südosten, Puy-Saint-Gulmier im Süden, Saint-Étienne-des-Champs im Westen und Südwesten sowie Condat-en-Combraille im Westen und Nordwesten.

## Bevölkerungsentwicklung
| Jahr                       | 1962 | 1968 | 1975 | 1982 | 1990 | 1999 | 2006 | 2013 |
| Einwohner                  | 326  | 302  | 241  | 231  | 220  | 202  | 206  | 222  |
| Quellen: Cassini und INSEE |      |      |      |      |      |      |      |      |

## Sehenswürdigkeiten
- Kirche Saint-Martial